# Toda Todi
Toda Todi fou un estat tributari protegit a l'agència de Kathiawar, prant de Gohelwar, presidència de Bombai, format únicament per tres pobles, amb dos propietaris tributaris conjunts. La superfície era d'uns 3 km² i la població el 1881 de 612 habitants. Els ingressos s'estimaven el 1883 en 350 lliures de les quals unes 4 lliures es pagaven com a tribut al Gaikwar de Baroda i unes 3 lliures al nawab de Junagarh.